# Charlene Gonzales
Charlene Mae Gonzales Bonnin-Muhlach (Quezon City, 1º maggio 1974) è una modella, attrice e conduttrice televisiva filippina, incoronata Miss Filippine 1994.

## Biografia
Nata in una famiglia di origini spagnole, è figlia dell'attore Bernard Bonnin e di Elvira Gonzales, nonché cugina dell'ex attore JC Bonnin.
Agli inizi del 1994 è eletta Miss Filippine e nel mese di maggio prende parte alla 43ª edizione di Miss Universo, svoltasi proprio al Philippine International Convention Center di Pasay, dove raggiunge la Top 6 e si aggiudica al contempo il riconoscimento di "miglior costume". A seguito della sua partecipazione al concorso di bellezza, entra quindi nel mondo del cinema e della televisione.

### Vita privata
Il 28 maggio 2001 ha sposato l'attore Aga Muhlach, con cui ha due gemelli, Andrés e Atasha, nati il 5 novembre seguente.

## Filmografia

### Cinema
- Epimaco Velasco: NBI, regia di Edgardo Vinarao (1994)
- Kalabog en Bosyo, regia di Tony Cayado (1994)
- Ikaw ang Miss Universe ng buhay ko, regia di Ben Feleo (1994)
- P're hanggang sa huli, regia di Bebong Osorio (1995)
- Iligpit si Bobby Ortega: Markang bungo 2, regia di Eddie Rodriguez (1995)
- Dyesebel, regia di Emmanuel H. Borlaza (1996)
- Ikaw naman ang iiyak, regia di Joel Lamangan (1996)
- Bilang na ang araw mo, regia di Toto Natividad (1996)
- Kadre, regia di Joel Lamangan (1997)
- Bridesmaids, regia di Ike Jarlego Jr. (1997)
- Bobby Barbers: Parak, regia di Augusto Salvador (1997)
- Ben Delubyo, regia di Ike Jarlego Jr. (1998)
- Resbak, Babalikan Kita, regia di Augusto Salvador (1999)

### Televisione
- 1 for 3 – serie TV (1997)

## Programmi televisivi
- ASAP (ABS-CBN, 1997-2004) – Conduttrice
- Eezy Dancing (ABC, 1997-1998) – Conduttrice
- Keep on Dancing (ABS-CBN, 1998-2001) – Conduttrice
- Feel at Home with Charlene (ABS-CBN, 2002-2004) – Conduttrice
- At Home Ka Dito (ABS-CBN, 2004-2007) – Conduttrice
- Proudly Filipina (Q, 2007) – Conduttrice
- The Buzz (ABS-CBN, 2010-2013) – Conduttrice
- Pinoy Explorer (TV5, 2011) – Ospite